# Diploschema weyrauchi
Diploschema weyrauchi là một loài bọ cánh cứng trong họ Cerambycidae.